# Duomo di Cervignano del Friuli
Il duomo di San Michele Arcangelo è il principale luogo di culto cattolico di Cervignano del Friuli, in provincia di Udine ed arcidiocesi di Gorizia; è a capo del decanato di Cervignano del Friuli.

## Storia
Poiché la pieve di San Michele era stata dichiarata inagibile, l'allora parroco di Cervignano don Luigi Cocco decise di costruire una nuova chiesa parrocchiale. 
Il progetto venne affidato all'architetto udinese Giacomo Della Mea e il 28 marzo 1965 venne benedetta la prima pietra del nuovo edificio. La consacrazione fu impartita il 13 ottobre 1968 dall'arcivescovo di Gorizia Pietro Cocolin.

## Interno
All'interno del duomo è conservato un imponente crocifisso in bronzo realizzato dallo scultore Max Piccini. Recentemente alle pareti, su pannelli, sono stati eseguiti dall'artista Paolo Orlando dei dipinti raffiguranti momenti della vita di Cristo. Il battistero è stato completato con tre opere del pittore cervignanese Giuseppe Zigaina.